# Ferdinand Scheller (Instrumentenbauer)
Ferdinand Eduard Theodor Scheller (* 31. Juli 1807 in Celle; † 18. März 1887 ebenda) war ein deutscher Klavier- und Orgelbauer sowie Erfinder.

## Leben
Ferdinand Eduard Theodor Scheller wurde Anfang des 19. Jahrhunderts zur sogenannten „Franzosenzeit“ in Celle geboren. Sein Bruder war der  Arzt August Burghard Scheller, der später in Celle tätige Medizinalrat († 16. Januar 1871).
Seine Ausbildung durchlief der spätere Instrumentenbauer in den Städten Wien, Berlin, Paris und Weimar. Einer seiner Lehrer war der ebenfalls in Celle wirkende Orgel- und Instrumentenbauer Heinrich Lohstöter.
Noch vor dem Beginn der Industrialisierung im Königreich Hannover gründete Ferdinand Scheller als junger Mann im Jahr 1832 in seiner Heimatstadt eine eigene Manufaktur unter der Adresse Blumlage 5–6. Von dort aus exportierte er bald vor allem Klaviere in zahlreiche Länder, darunter nach Übersee in die Vereinigten Staaten von Amerika (USA).
Für das von ihm erfundene Verfahren, einheimische Holzarten als Resonanzkörper für Musikinstrumente zu verwenden, erhielt Scheller eine königliche Auszeichnung. Das notwendige Holz für den Instrumentenbau bezog er nun aus dem östlich von Celle gelegenen Mischwald-Gebiet „Sprache“.
In der zweiten Hälfte des 19. Jahrhunderts fand sich neben Ferdinand Scheller noch der Orgelbauer Heinrich Vieth mit Wohnsitz in Celle.
1864 ging das Schellersche Unternehmen in Konkurs, da die immer noch als Handwerks-Betrieb mit insgesamt allein 25 Gesellen betriebene Manufaktur gegenüber den bei den Wettbewerbern aufkommenden Fabrikation durch Maschinen nicht gewachsen war.
Nach der Einstellung seiner Manufaktur in der Blumlage gründete Scheller einen Reparaturbetrieb, anfangs unter der Adresse Am Heiligen Kreuz. Die Werkstatt verlegte er später in das Gebäude Brauhausstraße 4 und dort schließlich in die Hausnummer 2.
Ferdinand Eduard Theodor Scheller starb in seiner Heimatstadt zur Zeit des Deutschen Kaiserreichs am 18. März 1887.

## Museale Exponate
Ein im Hause Ferdinand Scheller gebautes Tafelklavier aus der Zeit um 1845 findet sich als Exponat in der Sammlung des Musikwissenschaftlers Andreas Erich Beurmann, die auf das Museum für Kunst und Gewerbe in Hamburg sowie auf das Gut Hasselburg in Ostholstein verteilt wurde.